# Podkowiec filipiński
Podkowiec filipiński (Rhinolophus philippinensis) – gatunek ssaka z rodziny podkowcowatych (Rhinolophidae).

## Taksonomia
Gatunek po raz pierwszy zgodnie z zasadami nazewnictwa binominalnego nazwał w 1843 roku brytyjski zoolog George Robert Waterhouse nadając mu nazwę Rhinolophus philippinensis. Holotyp pochodził z Luzonu, w Filipinach. Podgatunek maros po raz pierwszy zgodnie z zasadami nazewnictwa binominalnego nazwali w 1939 roku amerykańscy zoolodzy George Henry Hamilton Tate i Richard Archbold nadając mu nazwę Rhinolophus maros. Holotyp pochodził z Talassy, niedaleko Maros, w południowym Celebesie, w Indonezji.
Rhinolophus philippinensis należy do grupy gatunkowej philippinensis. Występują duże i małe formy R. philippinensis w całej jego zasięgu występowania, a nawet w poszczególnych populacjach może występować kilka odmian wielkości, takich jak duża, średnia i mała w Sabah i Celebes. Potrzebne są dalsze badania genetyczne, aby zrozumieć ten kompleks gatunkowy. Autorzy Illustrated Checklist of the Mammals of the World rozpoznają dwa podgatunki.

### Etymologia
- Rhinolophus: gr. ῥις rhis, ῥινος rhinos „nos”; λοφος lophos „grzebień”[12].
- philippinensis: Filipiny[13].
- maros: Maros, Celebes, Filipiny[3].

## Zasięg występowania
Podkowiec filipiński występuje w południowo-wschodniej Azji zamieszkując w zależności od podgatunku:
- R. philippinensis philippinensis – Filipiny (wyspy Luzon, Polillo, Mindoro, Samar, Negros, Bohol, Siquijor i Mindanao).
- R. philippinensis maros – północne Borneo (Sabah i Sarawak), południowo-zachodni Celebes, Kabaena, Buton, Flores i wschodni Timor oraz środkowa Papua-Nowa Gwinea (góry Karimui i Waro).

## Morfologia
Długość ciała (bez ogona) około 56–61 mm, długość ogona 29–37 mm, długość ucha 30–38 mm, długość tylnej stopy 10–11 mm, długość przedramienia 47–58 mm; masa ciała 6,7–12 g.

## Ekologia

### Tryb życia
Występuje w dziewiczych lasach oraz na polach uprawnych. Podkowiec filipiński zajmuje szczególnie miejsce wśród fauny nietoperzy zamieszkujących Filipiny, ponieważ żywi się dużymi chrząszczami i owadami o twardych pokrywach ciała. Zanim przystąpi do spożycia jego ofiar to odgryza im pokrywy i tarczkę przedplecza. W tropikalnym klimacie Filipin nie musi zapadać w sen zimowy i jest aktywny przez cały rok.

### Rozmnażanie
Rozród tego nietoperza nie jest związany z żadnymi porami roku. Młode osiągają dojrzałość płciową po ukończeniu 2 lat.